# Рейнеке-лис (Гёте)
«Рейнеке-лис» (нем. Reineke Fuchs) — сатирическая поэма немецкого писателя Иоганна Вольфганга Гёте, написанная в 1793 году и впервые опубликованная в 1794 году. Создана на основе «Романа о Лисе», её главный герой — лис-трикстер по имени Рейнеке. В обработке Гёте классический сюжет обрёл черты социальной сатиры. Поэма написана гекзаметром и состоит из 12 песен.